# Berwick-upon-Tweed (district)
Berwick-upon-Tweed was een Engels district in het graafschap Northumberland en telt 25.949 inwoners. De oppervlakte bedraagt 971,8 km². Hoofdplaats is Berwick-upon-Tweed.
Van de bevolking is 22,0% ouder dan 65 jaar. De werkloosheid bedraagt 3,6% van de beroepsbevolking (cijfers volkstelling 2001).

## Plaatsen in district Berwick-upon-Tweed
- Bamburgh
- Berwick-upon-Tweed
- Seahouses
- Wooler